# Renzo Pigni
Renzo Pigni (Fagnano Olona, 24 settembre 1925 – Como, 24 gennaio 2019) è stato un politico e partigiano italiano, deputato dal 1953 al 1972 per il PSI e poi per il PSIUP, e sindaco di Como dal 1992 al 1993.

## Biografia
Ex partigiano, fu eletto per la prima volta alla Camera dei deputati nel 1953 per il Partito Socialista Italiano, e confermato nel 1958 e nel 1963.
Segretario della Federazione Socialista a Como, nel 1964 fu tra i fondatori del Partito Socialista Italiano di Unità Proletaria (1964), per cui fu rieletto nuovamente deputato nel 1968. Allo scioglimento del partito, nel 1972, ritornò nel PSI, da cui uscì nel 1980 diventando un indipendente di sinistra.
Consigliere comunale a Como dal 1951 al 1994, fu vicesindaco di Antonio Spallino. Il 30 ottobre 1992 fu eletto sindaco di Como, primo sindaco di sinistra nella storia della città, sostenuto da una coalizione formata dalla Democrazia Cristiana, Partito Socialista Italiano, Federazione dei Verdi e Partito Democratico della Sinistra, con l'appoggio esterno del Partito Repubblicano Italiano e del Partito Socialista Democratico Italiano.
Si dimise nell'ottobre 1993, a causa di contrasti nella maggioranza sui temi dell'edilizia e del piano urbanistico. Lasciò quindi la politica pochi mesi dopo, su consiglio medico, dopo essere stato colpito da infarto.
È stato premiato dal Comune di Como con l'Abbondino d'oro, la massima onorificenza cittadina, in riconoscimento per il suo impegno politico, sociale e istituzionale.